# Bactériothérapie fécale
Pour les articles homonymes, voir HPI.

Escherichia coli, l'une des bactéries fécales les plus communes, ici vue grossie au microscope électronique.

La bactériothérapie fécale ou fécalothérapie, également nommée transplantation de microbiote fécal (TMF), transplantation fécale, greffe fécale ou transfusion fécale (en anglais, « human probiotic infusion » (HPI) et plus souvent dans les articles médicaux « fecal microbiota transplantation » (FMT)), est un traitement médical destiné à des patients souffrant de certaines maladies intestinales résistantes aux traitements antibiotiques classiques :
- colite pseudo-membraneuse (CPM) induite par une infection par la bactérie Clostridium difficile, cause importante de diarrhée nosocomiale microbienne. Cette infection est souvent suivie de rechute chez les patients présentant des comorbidités importantes. Nombre d'entre eux deviendront dépendants de la vancomycine (par voie orale pendant de longues périodes avec une amélioration clinique souvent temporaire). Ces patients doivent supporter une morbidité importante, des diarrhées récurrentes et le coût financier d'une antibiothérapie chronique ;
- colite ulcéreuse (CU).
- Rectocolite hémorragique (RCH)

Cette thérapie vise à restaurer l'écologie microbienne et l'homéostasie du côlon en y réintroduisant une flore bactérienne saine, prélevée dans les selles provenant d'un donneur sain. Elle fait partie des approches thérapeutiques non pharmacologiques.

## Description de la procédure
La procédure elle-même implique l'introduction dans l'intestin du malade d'un échantillon vivant de flore bactérienne humaine, provenant du lavage de l'intestin d'un donneur sain. 
Le malade peut avoir été préparé par un traitement antibiotique préalable (s'il n'y a pas d'antibiorésistance suspectée) et par un lavage oral au polyéthylène glycol. 
La transplantation fécale est administrée par lavement colique ou par tube nasogastrique.
Les lavements coliques sont préparés et administrés en milieu hospitalier pour assurer toutes les précautions nécessaires.
Certains patients se rétablissent après un seul apport de « transplant fécal », mais le processus peut être répété (après cinq jours et encore après dix jours si nécessaire) pour garantir le meilleur ensemencement possible.
Pour limiter les risques, on utilise souvent un extrait de selles provenant d'un parent proche, jugé en bonne santé, et après qu'il a été testé pour un large éventail d'agents infectieux et parasitaires.
La perfusion probiotique peut également être administrée par un tube nasogastrique, afin de fournir un cortège sain de bactéries directement au petit intestin. Toutefois cette méthode peut se compliquer d'une régurgitation avec pneumopathie pouvant être fatale.
Des bilans réguliers restent nécessaires jusqu'à un an après la procédure.

## Variante
Une forme modifiée de bactériothérapie fécale est en cours d'élaboration (en 2009) pour certains patients à risque d'infection par Clostridium difficile (C. difficile) : c'est l'« auto-restauration des germes fécaux », dite ARGF (acronyme qui correspond aussi à l'anglais : Autologous Restoration of Gastrointestinal Flora) qui est a priori plus sûre, plus efficace et plus facile à administrer.

Un échantillon fécal autologue est prélevé chez le patient avant le traitement médical, par exemple avant une opération ou une situation à risque. L'échantillon est stocké au réfrigérateur. Si le patient vient à développer une infection à C. difficile, alors l'échantillon est extrait dans une solution saline et filtré. Le filtrat est lyophilisé. Le lyophilisat (poudre) résultant est mis sous forme de gélules entérosolubles (résistantes à l'acide gastrique stomacal) pour restaurer la flore colique antérieure du patient en faisant concurrence à C. difficile. Cette procédure permet d'éviter les risques d'introduire un autre pathogène provenant d'un donneur qui n'est pas le patient. Elle permet aussi d'éviter la problématique de l'administration par sonde nasale pour atteindre le duodénum du patient.

## Principes théoriques
L'hypothèse qui sous-tend la bactériothérapie fécale est qu'il existe une écologie microbienne intestinale et qu'il est possible d'utiliser une flore bactérienne équilibrée et inoffensive pour repousser des organismes pathogènes.

Le microbiote est parfois considéré comme une entité biologique, voire un organe métabolique symbiote associé à l’organisme de son hôte ; un organe composé d’un nombre d’organismes pouvant chez l'Homme atteindre un total de 1013 individus (sur une base de 1,5 kg de microbiote de l'hôte) et pouvant inclure de 500 à 1 000 espèces différentes formant un génome collectif qui est estimé contenir 100 fois plus de gènes que le génome de l'hôte si c'est un humain.
Dans la mesure où la proportion de bactéries aérobies/anaérobies est de 1/1000 au niveau du colon , il est probable que la transplantation effective soit surtout celle du virome plus que des bactéries du microbiote. L'action de virus qui sont des bactériophages d'une bactérie Clostridium difficile a en effet été mis en évidence. L'infection par Clostridium difficile pourrait résulter d'une dysbiose du virome (déficit en virus caudovirales). Il serait donc sans doute plus approprié de parler de phagothérapie. En effet, dans le cas de la bactérie Clostridium difficile si celle ci est devenue résistante aux antibiotiques, elle est établie en biofilm qui n'est très probablement perturbé que par un nouvel environnement viral et non bactérien,.     
Remarque : le rôle complexe du microbiote est encore mal compris. On a observé que plusieurs espèces d'animaux herbivores, rongeurs reingèrent certains de leurs excréments pour une double digestion. Et des comportements de coprophagie, normaux ou anormaux existent chez certaines espèces. Ici, il ne s'agit pas de coprophagie, mais de réinsertion de souches bactériennes « normales » dans l'intestin, par les jeunes animaux notamment.

## Histoire
Cette thérapeutique est attestée dès le IVe siècle en Chine, où l'alchimiste et médecin Ge Hong prescrivait l'administration d'une « soupe jaune » (ou « soupe dorée ») pour le traitement de diarrhées sévères,. Cette pratique traditionnelle reste l'objet d'études.
Le transplant fécal a été développé à la fin du XXe siècle par le Dr Thomas J. Borody (en) et son équipe à Sydney, en Australie, principalement comme un traitement alternatif pour la colite pseudo-membraneuse. Cette maladie est causée par la bactérie C. difficile et est habituellement traitée par antibiotiques.
Cette approche n'est pourtant pas tout à fait nouvelle.
Elle a longtemps été utilisée chez les animaux d'élevage, par exemple, pour prévenir la salmonellose chez les poulets,.
À la fin des années 1990, une étude randomisée a concerné 116 patients. 59 ont reçu un anti-inflammatoire (mésalazine, fréquemment utilisé pour traiter certaines maladies inflammatoires du colon et de l'intestin (MICI). 57 autres patients ont reçu une souche non pathogène d’Escherichia coli. Tous les patients ont été préparés par un traitement médical standard, avec une semaine de traitement oral à la gentamicine.  Après rémission, les patients ont été observés, pour une période maximale de 12 mois. La durée moyenne de la rémission a été légèrement plus courte pour le groupe traité à la mésalazine, par rapport au groupe traité par E. coli (206 versus 221 jours). Le temps moyen avant rémission est de 44 jours pour le groupe mésalazine contre 42 jours pour le groupe traité par E. coli. Le taux de patients ayant connu une rechute a été presque équivalent (73 % versus 67 %), à nouveau très légèrement en faveur du groupe traité à la mésalazine. Les auteurs en ont conclu que la souche non pathogène d’E. coli a une efficacité presque équivalente à celle de mésalamine pour prolonger la rémission de la colite ulcéreuse.
La notion de « transplant fécal » est par ailleurs utilisée pour produire des souris de laboratoire qui sont des modèles se voulant représentatifs de l'écosystème intestinal humain. Ces souris sont produites par transplantation de communautés microbiennes humaines chez des souris C57BL/6J germ-free (sans flore bactérienne). Ces souris ainsi « humanisées » le sont de manière stable, et la population bactérienne intestinale reproduit une grande partie de la diversité bactérienne du microbiote du donneur, transmissible à la génération suivante.
Dans le cas de la colite pseudo-membraneuse, l'agent pathogène est connu (C. difficile).

Pour la colite ulcéreuse, aucun agent pathogène n'a été trouvé à ce jour. Mais l'efficacité de la bactériothérapie fécale dans ce cas suggère que la cause de la colite ulcéreuse pourrait être une infection antérieure par un agent pathogène encore inconnu.

Cette infection initiale peut sans doute parfois se résoudre naturellement. Mais dans certains cas, un déséquilibre de la flore intestinale du côlon pourrait conduire à un cycle inflammatoire (ce qui expliquerait la nature cyclique et récurrente de cette maladie). 
Ce cycle semble, au moins dans de nombreux cas, pouvoir être rompu par la recolonisation du côlon du malade par un complexe bactérien prélevé dans un intestin sain. Certains médecins estiment que le traitement, effectué dans de bonnes conditions, est sûr et que de nombreux malades pourraient bénéficier de cette thérapie.
Depuis 2013, il existe une banque de matières fécales gérée par une association sans but lucratif, Openbiom, qui se trouve à Cambridge, dans le Massachusetts (États-Unis). Elle propose trois types de préparation, un flacon de microbiote congelé à -20° pour administration lors d'une coloscopie ou en lavement. Une solution congelée à -20° pour administration par sonde nasogastrique. Enfin des gélules (flacon de 30) destinée à être prise par la bouche et qui sont également conservés à -20°. Une préparation lyophilisée est en cours de développement.
Cela peut être considéré comme une extension de la recherche sur les probiotiques et le cobiote.
On ignore encore si des transplantations fécales peuvent améliorer l'espérance de vie humaine.

## Efficacité
Selon une revue générale des méta-analyses d'essais contrôlés randomisés, les preuves d'avantages cliniques clairs et durables font toujours défaut malgré de multiples preuves précliniques soutenant les avantages pour la santé de la transplantation fécale.

### Infections àC. difficile
Les Infections à Clostridium difficile (ICD) sont une maladie infectieuse émergente en forte augmentation aux États-Unis, y compris chez les jeunes enfants (doublement du nombre de cas avec des rechutes en Amérique du Nord entre 2008 et 2010). Ce traitement a été testé sur un enfant de 2 ans atteint de diarrhées récurrentes causées par une ICD induite par une souche BI/NAP1/O27 réfractaire aux traitements probiotiques ou antibiotiques disponibles en dépit d'un phénotype apparemment sensible aux  antibiotiques. Après exclusion des autres causes infectieuses de la diarrhée et des maladies inflammatoires de l'intestin, l'équipe médicale a conçu un protocole de bactériothérapie fécale consistant à l'administration des souches fécales jugées inoffensives via un tube naso-gastrique temporaire. Cette expérience a pour la première fois montré que la transplantation fécale était un moyen pratique et efficace de traiter une ICD récidivante chez un jeune enfant. L'équipe recommande néanmoins que cette stratégie soit réservée aux cas compliqués d'ICD résistantes à la thérapie conventionnelle, jusqu'à ce que des études randomisées puissent plus largement confirmer l'innocuité et l'efficacité de la bactériothérapie fécale chez l'enfant.
La procédure est utilisée depuis quelques années pour traiter certaines infections par  C. difficile. 
La littérature relative à l'efficacité de la méthode ne comporte cependant en 2010 que des études d'observation, souvent spectaculaires du point de vue des résultats, mais reposant sur un faible nombre de patients traités (par exemple 100 % de succès, mais pour sept malades traités, ou 81 % d'efficacité après une première cure, mais pour seize patients traités), et sans recul sur le long terme, et sans essai comparatif randomisé à grande échelle,,. Une autre étude a obtenu 100 % de succès et une réponse immédiate chez douze malades dont neuf avaient une diverticulose. Ces patients (neuf femmes et trois hommes) d'âge moyen de 66 ans (âgés de 30 à 86 ans) avaient été symptomatiques durant 79 à 1,532 jours (en moyenne 351 jours, médiane de 209 jours) avant la transplantation fécale. Les douze patients (100 %) ont connu une réponse immédiate et durable à la transplantation fécale, sans effets secondaires indésirables.
Le premier bénéfice apporté par la bactériothérapie fécale est de réduire le risque de favoriser l'antibiorésistance de bactéries hautement pathogènes. D'autres avantages sont un coût relativement faible, l'absence de besoin de médicaments et une efficacité (à confirmer par des études plus larges) pour le traitement de cas où l'antibiorésistance est déjà en place.
La méthode est néanmoins encore considérée comme un traitement « de dernier recours », en raison de son caractère plus invasif qu'un traitement classique par antibiotiques, et de risques de  potentiel de transmission d'infection (bactéries, virus, prions, parasites intestinaux). De plus, dans la plupart des pays, on manque de moyens techniques ou de moyens de remboursement des analyses de dépistage à appliquer aux selles du donneur (non pris en charge par le Medicare aux États-Unis) ou de la procédure d'instillation. Enfin, outre certaines réticentes socio-psychologiques, l'absence de tout moyen efficace et certain de garantir que les selles du donneur soient exemptes de pathogène reste l'un des freins au développement de cette pratique.

### Maladies inflammatoires intestinales
Les effets de cette thérapie sur la colite ulcéreuse (ou rectocolite hémorragique, RCH)  ont été testés sur quelques patients en 2003 avec de bons résultats. De plus larges séries ont été depuis publiées, avec une rémission clinique ou endoscopique dans un tiers des cas. Dans tous les cas, cela nécessite des administrations répétées, avec une efficacité qui reste limitée dans le temps.

### Autres
Le groupe de Sydney mentionne aussi le cas d'un patient présumé atteint de cholangite sclérosante primitive (maladie souvent associée à des maladies inflammatoires chroniques intestinales), qui a récupéré complètement après le traitement.
Des bactériothérapies fécales sont également actuellement testées pour la maladie de Parkinson, le diabète et l'obésité. L'hypothèse d'un impact du microbiote intestinal sur la santé mentale est également faite.
Des essais ont montré qu'en réalité c'est peut-être davantage la transplantation du Virome fécal (FVT) qui a une influence sur le patient receveur. En effet la flore anaérobie, qui est majoritaire, peut difficilement par exemple être transférée.

## Précautions
Après un atelier organisé à l'Université de Yale en 2005, puis en 2007, des recommandations générales et particulières ont été publiées et révisées en 2008 pour l'utilisation clinique des probiotiques. Plusieurs recommandations ont été faites pour le traitement des maladies inflammatoires de l'intestin et du syndrome du côlon irritable. Les auteurs ont recommandé la prudence en raison d'un nombre limité d'études.

## En Belgique
En Belgique, le Conseil Supérieur de la Santé recommande l'utilisation médicalement contrôlée de cette technique, uniquement dans le traitement des infections récidivantes à Clostridium difficile. Pour les autres pathologies, les indications sont encore au stade expérimental et doivent faire l'objet d'études scientifiques plus robustes avant d'être recommandées. L'avis du Conseil met en évidence l'absence de contre-indications objectivées à l'heure actuelle et attire l'attention sur plusieurs aspects :
- ne pas utiliser avant le troisième épisode d'infection à Clostridium difficile ;
- multidisciplinarité médicale ;
- standardisation des procédures dans le cadre d'études scientifiques contrôlées ;
- critères de sélection du donneur et du receveur ;
- définition des normes de qualité et de sécurité ;
- suivi épidémiologique et enregistrement des patients ;
- sous contrôle médical et à l'hôpital uniquement ;
- préparation psychosociale du donneur et du receveur ;
- formation du personnel médical à cette nouvelle technique ;
- critères pour le choix de la technique d'administration ;
- centralisation et préparation du matériel au sein de banques spécifiques pour le matériel fécal ;
- adaptation du cadre législatif belge pour cette technique qui n'est ni un médicament, ni un don de cellules, tissus et organes au sens strict ;
- remboursement pour les indications scientifiquement démontrées ;
- préparation des services hospitaliers.